# Achim Niederberger

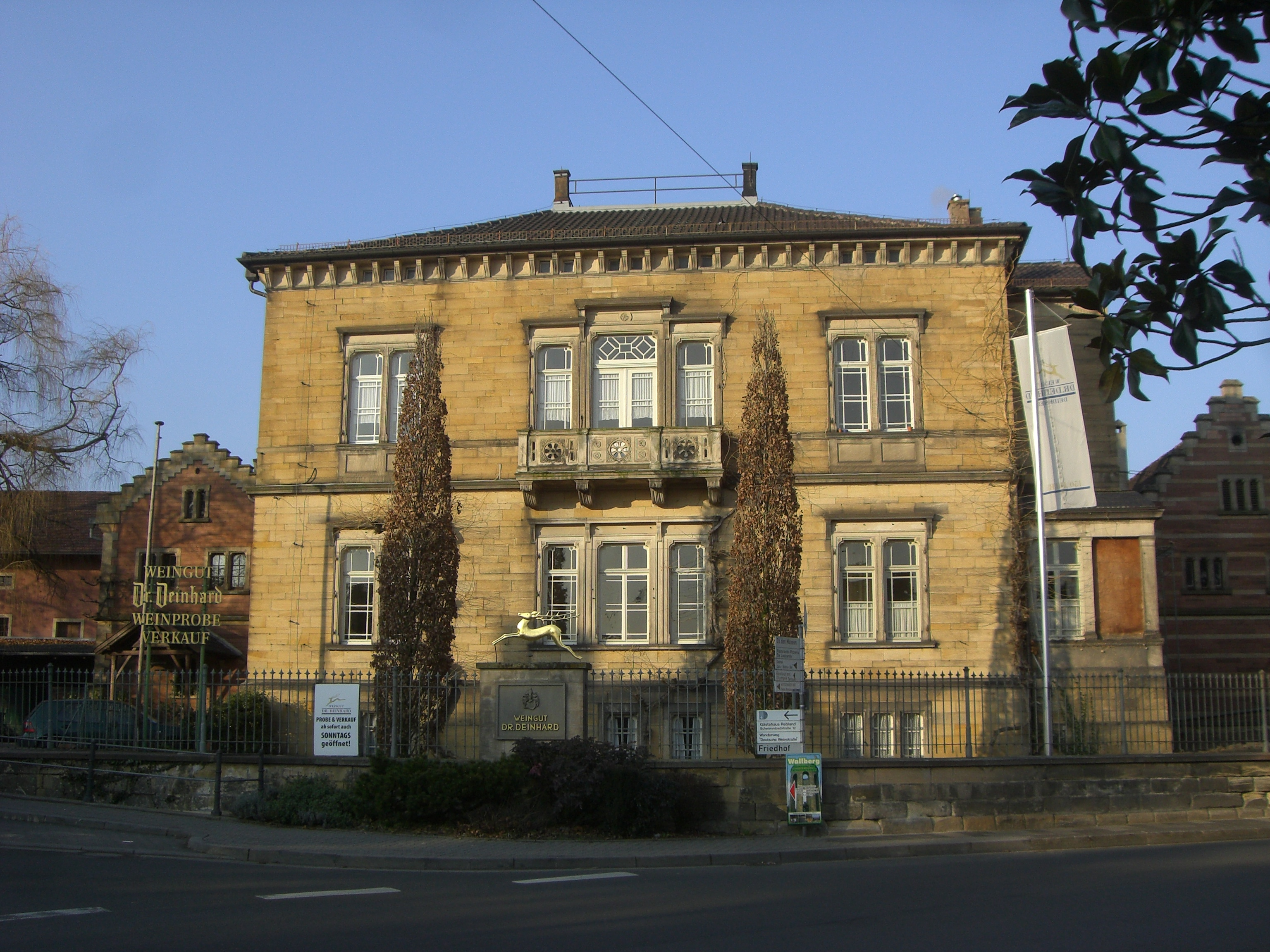
Das Deinhardsche Gutshaus

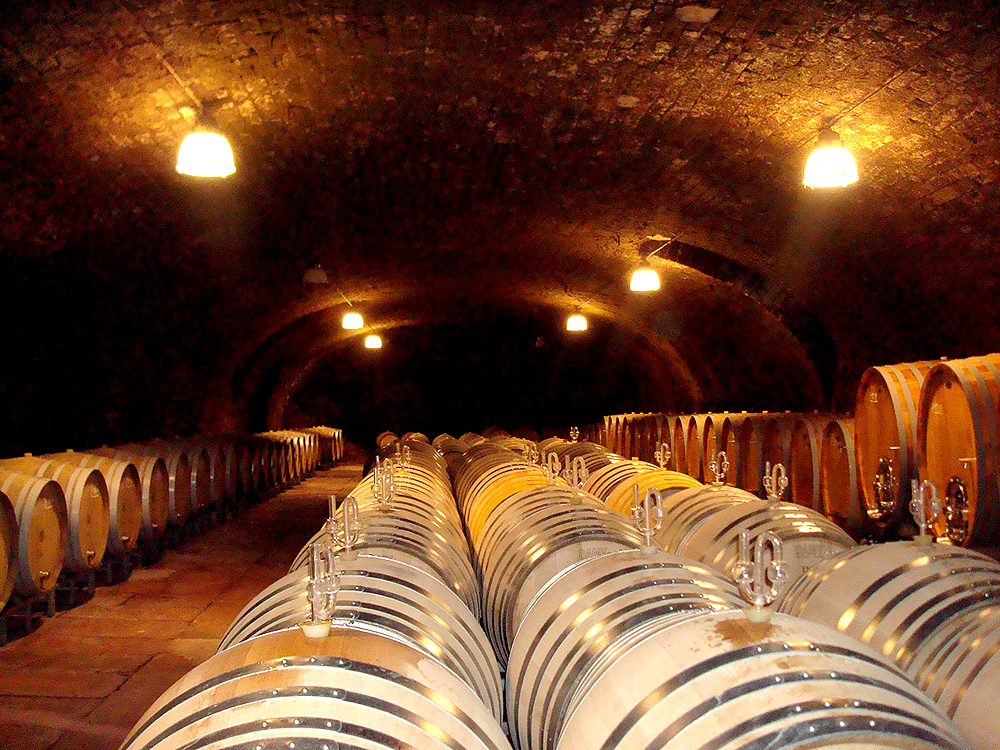
Weinkeller von Winning

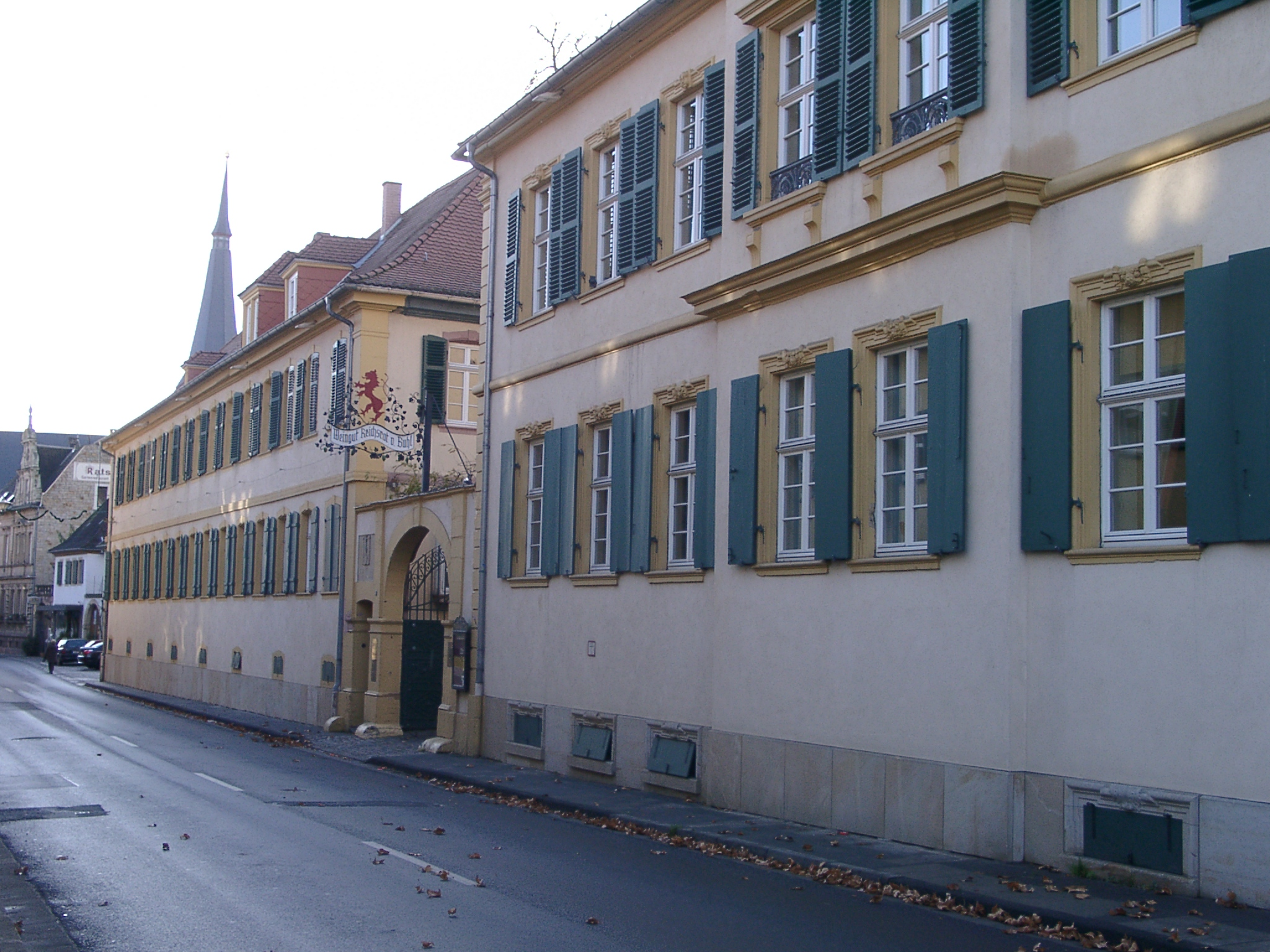
Das Buhlsche Gutshaus an der Weinstraße

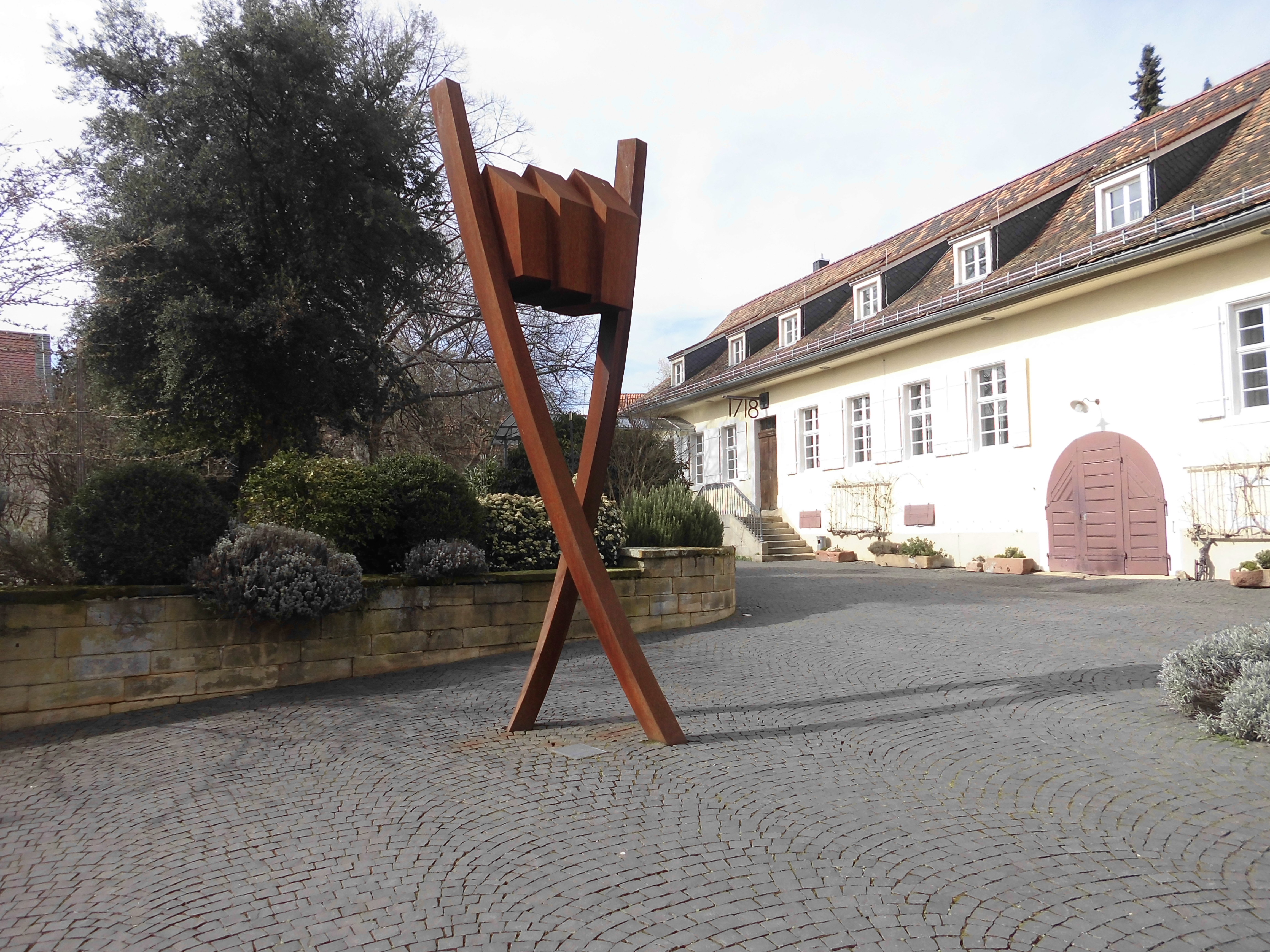
Die Skulptur im Ketschauer Hof zeigt drei Häuser, die zusammengehalten werden; sie erinnert daran, dass Niederberger mit dem Erwerb der drei Weingüter Dr. Deinhard, Reichsrat von Buhl und Geheimer Rat Dr. von Bassermann-Jordan die sog. Jordansche Teilung in gewissem Sinne wieder rückgängig gemacht hat.

Achim Niederberger (* 31. Januar 1957 in Neustadt an der Weinstraße; † 25. Juli 2013 ebenda) war ein deutscher Unternehmer und der Besitzer der mit einer Gesamtrebfläche von 150 Hektar größten privaten Weinbergsfläche in Deutschland.

## Leben
Nach Abschluss der Handelsschule begann Niederberger 1976 eine Ausbildung zum Einzelhandelskaufmann und gründete zwei Jahre später in Neustadt die „Fortuna Sportwerbung GmbH“.
Im Laufe seiner Unternehmertätigkeit folgten weitere Firmengründungen: Im Jahre 1988 entstand die Nino Druck GmbH, 1996 wurde die „Mobil Sport- und Öffentlichkeitswerbung“ gegründet und 2003 erwarb Niederberger den „Umschau Verlag“, der auf Bücher  um das Thema Genuss spezialisiert ist.
Seit 2002 engagierte sich Niederberger auch im Weingeschäft und kaufte das Weingut Geheimer Rat Dr. von Bassermann-Jordan in Deidesheim. Im Zuge der Renovierungsmaßnahmen ließ er das Bassermannsche Gutshaus zu einem Boutique-Hotel umbauen und eröffnete in dem  renovierten Anwesen „Ketschauer Hof“ das „Bistro 1718“ und das Restaurant „L. A. Jordan“, das 2022 mit zwei Michelin-Sternen ausgezeichnet ist. Zum Anwesen gehört auch die „Deidesheimer Kochschule“.
Im Jahre 2005 erwarb Niederberger das Deidesheimer Weingut „Reichsrat von Buhl“, das noch bis Dezember 2013 an einen japanischen Konzern verpachtet war. Anfang 2014 wurde mit den Umbau- und Renovierungsarbeiten des historischen Buhlschen Gutshauses begonnen.
Im Jahre 2007 kaufte Niederberger das Weingut „Dr. Deinhard“ und ließ es in „Weingut von Winning“ umbenennen, der Name „Dr. Deinhard“ wird aber für die Produktlinie im Edelstahltank ausgebauter Weine weiter verwendet. Zum Weingut gehört das Gutsrestaurant „Leopold“ im ehemaligen Pferdestall.
Mit dem Kauf des Weingutes Dr. Deinhard erwarb Niederberger den dritten Deidesheimer Betrieb, der ursprünglich aus dem Jordanschen Besitz stammte. Damit hatte er die so genannte „Jordansche Erbteilung“ nach mehr als 150 Jahren rückgängig gemacht und vereinte die drei Weingüter „Geheimer Rat Dr. von Bassermann-Jordan“, „Reichsrat von Buhl“ und „von Winning“, ehemals „Dr. Deinhard“, wieder in einer Hand.
Niederbergers Engagement in Deidesheim umfasste auch den Bau des Hotels „Kaisergarten“, das im Mai 2013 eröffnet wurde. Zum Hotel gehört das Restaurant „Riva“.
Heute sind alle Firmen und Betriebe unter dem Dach der „Unternehmensgruppe Niederberger“ zusammengefasst, die von Niederbergers Witwe Jana Seeger geleitet wird.
Bestattet wurde Niederberger auf dem Deidesheimer Friedhof im Grab der Familie Buhl, deren Weingut er gekauft hatte.

## Ehrungen
2014 wurde Niederberger postum durch die Zeitschrift Der Feinschmecker mit einem „Award of Excellence“ geehrt.

„Wenn es jemanden gab, den man einen Visionär nennen kann, dann war es Achim Niederberger. Dabei musste er nicht zwischen Rio, Tokio und New York pendeln, um etwas Großes zu erschaffen. Sein Leben, seine Leidenschaft – das war die Pfalz. Achim Niederberger hat der Region
neuen Glanz verliehen und fast verlorene Schätze geborgen. Er war Deutschlands größter privater Weingutsbesitzer…“